# 훔멜 자주포
훔멜(Hummel)은 게쉬츠바겐 III/IV에 150mm 곡사포를 장착한 자주포로 제2차 세계대전 중에 개발되어 독일 국방군이 1942년 말부터 종전까지 사용했다. 훔멜은 독일어로 "땅벌"을 의미한다.
정식 명칭은 판저펠하우이체 18M 아우프 게슈트츠바겐 III/IV 훔멜, Sd.Kfz. 165였다. 1944년 2월 27일 전투차량으로는 부적합한 이름이라고 하여 히틀러에 의해 개명이 명령되었다.

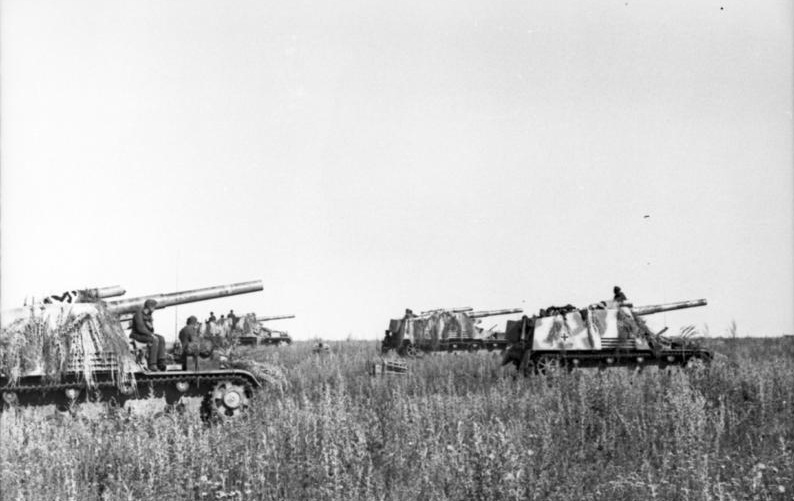
훔멜 곡사포가 발사 준비를 하고 있다.

## 개발
1942년 기갑 전력을 위한 기동화 포병 지원이 요구되면서 설계가 시작되었다. 독일군은 이미 몇몇 자주포를 사용 중에 있었으나 큰 의미가 없었다. 최초에 나온 구상은 10.5cm 경곡사포를 3호 전차의 차체에 탑재하는 것이었으나 곧 4호 전차의 차체에 같은 포를 얹는 구상으로 옮겨졌으며, 다시 30구경 15cm 중곡사포를 게슈츠바겐 III/IV에 얹는 계획으로 발전하였다. 게슈츠바겐 III/IV는 4호 전차의 차체와 3호 전차의 운전 및 조향 장치를 합친 것으로 이미 나스호른 구축전차를 위해 사용된 바 있었으며 새로운 자주포대가 개발될 때까지 임시방편으로 생산될 계획이었다.
포탄 휴대에 제한이 있었으므로 탄약 운반을 위해 포가 탑재되지 않은 훔멜 차량이 생산되었는데, 다급한 경우 전장에서 곡사포를 탑재하여 쓸 수 있도록 고안되었다. 714대의 훔멜과 150대의 탄약 차량이 생산되었다.

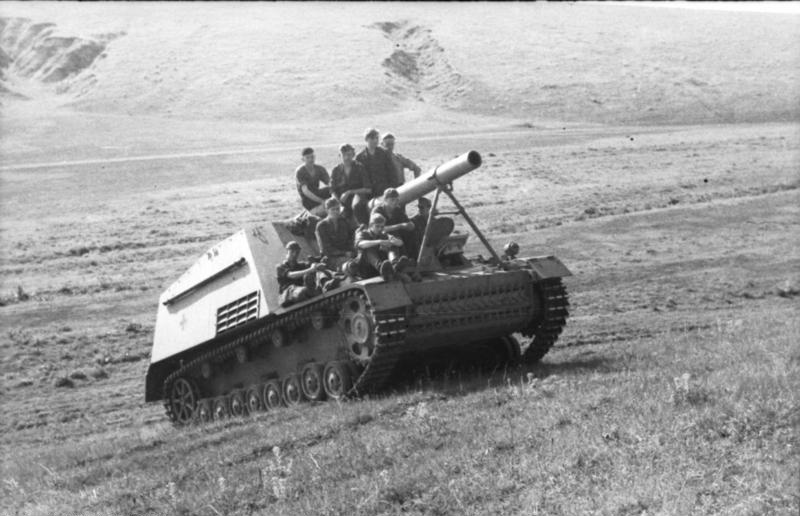
훔멜 자주 곡사포가 언덕을 통과하고 있다.